# Мимаваригуми
Мимаваригуми (јап. 京都見廻組) била је специјална полиција створена од стране Токугава шогуната током касног Бакумацу периода у циљу успостављања и одржавања реда и мира у граду Кјоту.

## Историјат
У периоду политичке несигурности након завршетка Јапанског периода изолације која је трајала више од 200 година, стање у Јапану је било више него хаотично. Самурајска класа као главна војна класа поделила се на оне које су биле за шогуна и за оне које су на место апсолутног владара видели само цара. Два политичка покрета су се истакла, тз. „Сонно џои“ (Поштујмо цара, истерајмо варваре) и „Каикоку“ (Отворимо границе) чији су се ронини у сврху пропагирања и лобирања врло брзо окупили у Кјоту. Да би утицали на шогунат, многи даимјои су се преселили у тадашњу престоницу Кјото у циљу вршења притиска да бакуфу као актуелна влада прихвати покрет „Сонно џои“ што није била политика тадашње званичне владе. Будући да су се борбе између зараћених покрета све више дешавале, одлучено је да се што пре оформе јединице полиције које би чувале ред и сречавале да услед борби не дође до пожара које су у оно време биле погубне имајући у виду да су јапанске куће тада биле претежно израђене од дрвета.
Године 1864, Мацудаира Катамори дозвољава да се оформе полицијске снаге верне шогунату. Скоро 200 самураја се окупило формирајући две јединице, једну под командом Маита Хиротака и другу којом је заповедао Мацудаира Јасутада. Јединице су се називале по именима својих комаданата. Једна се звала "Сагами-но-ками-гуми" а друга "Изумо-но-ками-гуми". Штаб ове организације налазио се у замку Ниџо у Кјоту.
Сврха оснивања Мимаваригумија била је веома слична сврси више познатије полицијске снаге под именом Шинсенгуми, само са једном разликом. Мимиваригуми су били покрет који се састојао само од самураја из високих класа и синова хатамото службеника (високих званичника који одговарају директно шогуну) што је била супротност снагама Шинсенгумија који су у своје редове примали све класе људи попут земљорадника, трговаца и самураја нижих класа. Имајући у виду разлику у класи Мимиваригуми су се користили највише у сврху чувања палате и територије око Ниџи замка, док је Шинсенгуми био задужен за чување ширег дела Кјота, дистрикте забаве и области где су се налазиле трговине.
Мимиваригуми је званично распуштен абдикцијом последњег шогуна Токугаве Јошинобуа, 9. новембра 1867. године иако је незванично група наставила да се бори у Бошин рату током Меиџи обнове.
После распуштања јединице Имаи Нобуо, бивши члан Мимиваригумија признаје 1870. године да је три године раније, заједно са још неким члановима укључујући и Сасакија Тадасабуроа учествовао у нападу и убиству Сакамота Рјоме за чију је смрт осуђен и погубљен шеф Шинсенгумија Кондо Исами, али без обзира на то признање, смрт Сакамота и дан данас остаје као једна од већих мистерија јапанске историје и често је део историјске дебате.